# Arrhopalites hirtus
Arrhopalites hirtus är en urinsektsart som beskrevs av Christiansen 1966. Arrhopalites hirtus ingår i släktet Arrhopalites och familjen Arrhopalitidae. Inga underarter finns listade i Catalogue of Life.